# Nosek do pływania

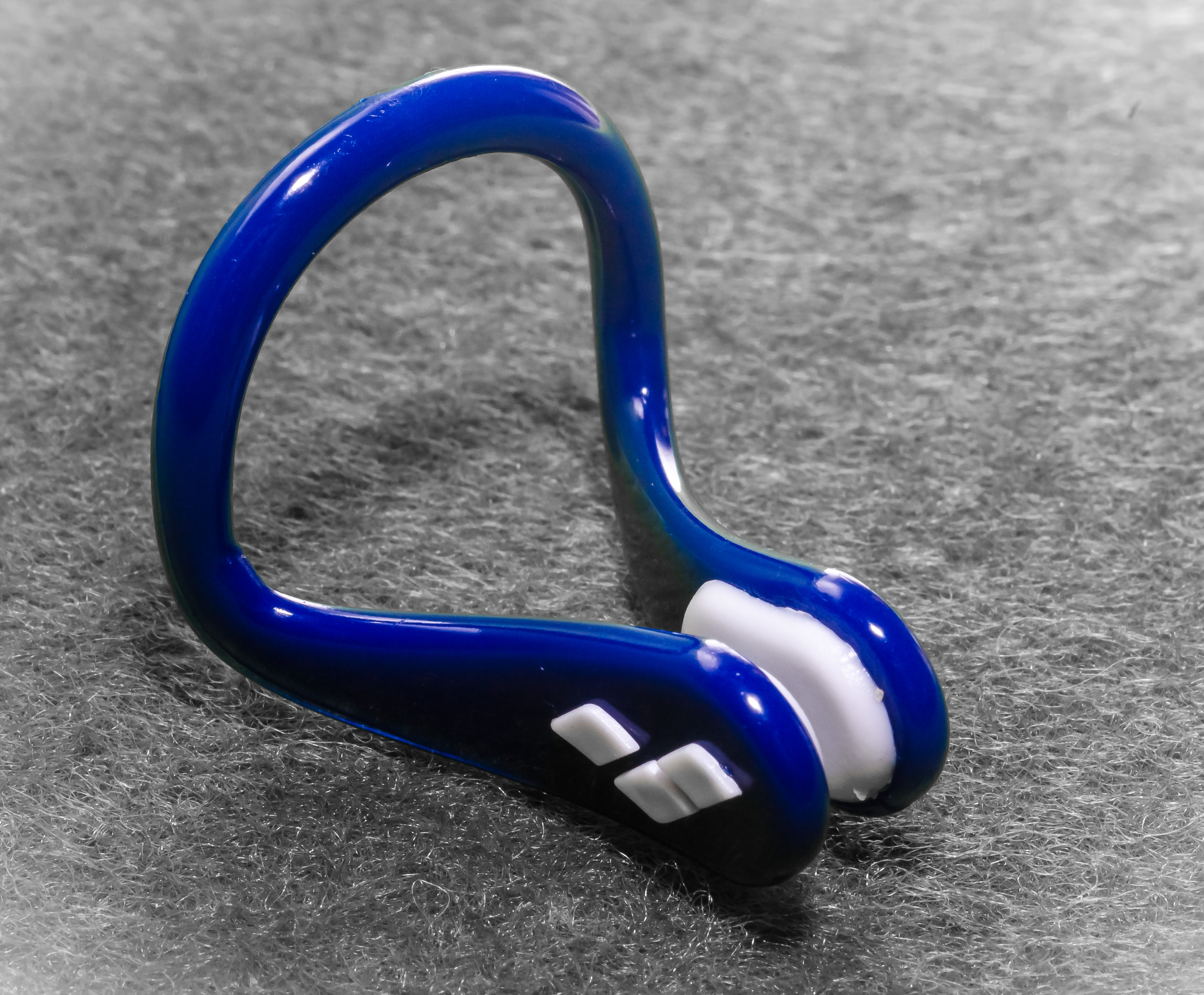
Nosek do pływania

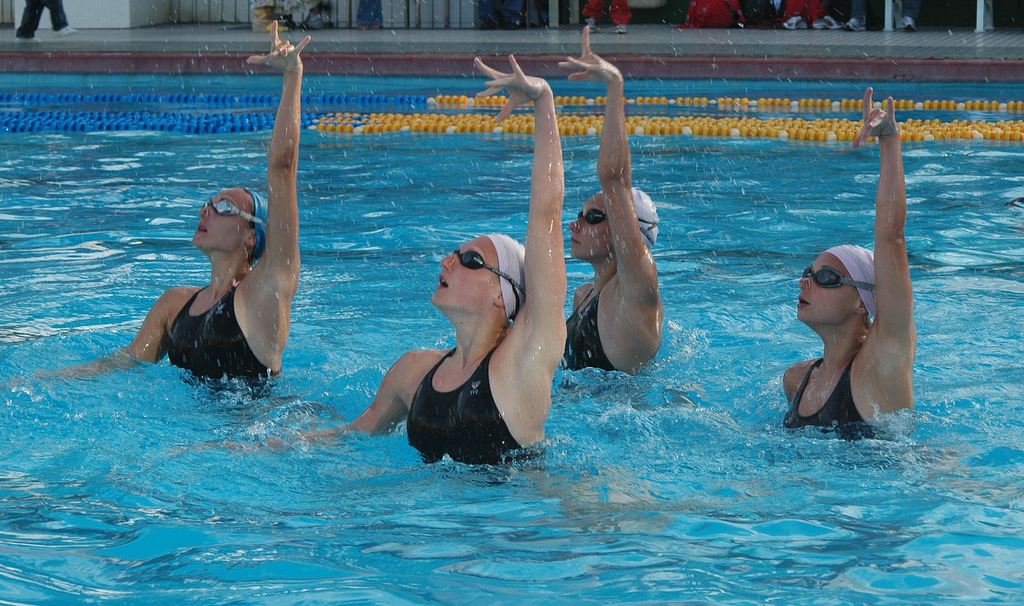
Pływanie synchroniczne – tu noski do pływania to wyposażenie niemal obowiązkowe

Nosek do pływania, zacisk na nos – plastikowy bądź silikonowy klips zakładany na płatki nosowe, który zaciskając dziurki nosowe uniemożliwia dostawanie się wody do nosa i zatok.
Wlewanie się wody do nosa wywołuje nieprzyjemne uczucie, któremu można zapobiec poprzez założenie zacisku na nos. Zdecydowana większość wyczynowych pływaków nie używa jednak nosków do pływania. Wyjątkiem są pływacy w stylu grzbietowym, gdyż pływanie pod wodą z głową zwróconą w stronę powierzchni powoduje wpływanie wody do nosa i zatok. Sposobem, aby temu zapobiec, jest ciągłe wydmuchiwanie powietrza nosem. To z kolei prowadzi do dość szybkiego opróżnienia płuc z powietrza. W znacznym stopniu utrudnia to skuteczne wykorzystanie delfinowej pracy nóg pod wodą i wymusza potrzebę wcześniejszego wypłynięcia na powierzchnię po odbiciu od ściany. Istnieją jednak takie dyscypliny wodne, w których używanie noska jest wręcz obligatoryjne, jak np. w pływaniu synchronicznym czy freedivingu, tj. nurkowaniu na wstrzymanym oddechu.